# Scutellinia scutellata
Scutellinia scutellata, comúnmente conocida como la taza de duendecillo de las pestañas, la taza de pestañas, la Molly eye-winker, la gorra de duende escarlata, o el hongo de las pestañas, es un pequeño hongo saprofito de la familia Pyronemataceae. Es la especie tipo de Scutellinia, además de ser la más común y extendida. Los cuerpos fructíferos son pequeñas copas rojas con pelos largos y oscuros o «pestañas». Estas pestañas son el rasgo más distintivo y son fácilmente visibles con una lupa.
La especie es común en Norteamérica y Europa, y se ha registrado en todos los continentes. Se encuentra en la madera podrida y en otros hábitats húmedos, y suele crecer en pequeños grupos, a veces formando racimos. A veces se describe como no comestible, y su pequeño tamaño tampoco le confiere interés culinario. A pesar de ello, es popular entre los buscadores de setas debido a sus inusuales pelos en forma de «pestañas», que la hacen memorable y fácil de identificar.

## Taxonomía
Scutellinia scutellata fue descrita por primera vez en 1753 por Carl Linnaeus en su libro Species Plantarum como Peziza scutellata, y recibió su nombre actual de Jean Baptiste Émil Lambotte en Memoires societe royale des sciences de Liege en 1887. También se denominó Patella scutellata en 1902. El nombre específico scutellata procede del latín y significa «como un pequeño escudo». Entre los nombres comunes se incluyen hongo de las pestañas, copa de las pestañas, gorro de duende escarlata, Molly eye-winker y copa de duendecillo de las pestañas.
El género Scutellinia se incluye actualmente en la familia Pyronemataceae. Sin embargo, los géneros de las Pyronemataceae carecen de características macroscópicas o microscópicas unificadoras; esta falta de caracteres unificadores ha llevado a varios autores a proponer diversos esquemas de clasificación. Un estudio de 1996 de especímenes británicos de Scutellinia reveló que la especie S. crinita, descrita originalmente como Peziza crinita en 1789 por el botánico francés Jean Baptiste François Pierre Bulliard, era sinónima de S. scutellata.
Scutellinia scutellata es la especie tipo del género.

## Descripción
El cuerpo fructífero tiene forma de disco poco profundo, normalmente entre 0,2 y 1 centímetro (1⁄8 a 3⁄8 pulgadas) de diámetro. Los especímenes más jóvenes son casi totalmente esféricos; las copas se abren y se expanden hasta formar un disco durante la madurez.  La superficie interior de la copa (la superficie fértil que contiene las esporas, conocida como himenio) es de color rojo anaranjado brillante, mientras que la superficie exterior (la superficie estéril) es de color marrón pálido.  La carne es roja y fina.  La superficie exterior está cubierta de pelos rígidos de color oscuro, que miden hasta 1 cm (3⁄8 pulgadas) de longitud. En la base, estos pelos tienen hasta 40 μm (1⁄512 in) de grosor y se estrechan hacia los ápices puntiagudos. Los pelos forman «pestañas» distintivas en el margen de la copa que son visibles a simple vista o fácilmente visibles a través de una lupa. S. scutellata es sésil; no tiene pedúnculo.

### Características microscópicas

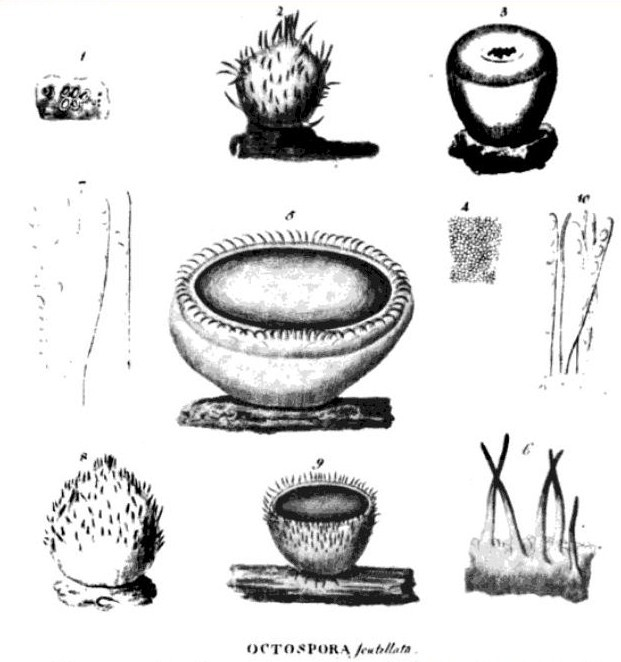
Ascos y ascosporas de S. scutellata, dibujados por Johann Hedwig en 1788.

Scutellinia scutellata tiene ascos de aproximadamente 300 μm por 25 μm de tamaño, y libera esporas elípticas que miden de 18 a 19 μm por 10 a 12 μm. Las ascosporas translúcidas (hialinas) tienen un exterior rugoso (con verrugas muy pequeñas) y contienen pequeñas gotitas de aceite. Son blancas cuando están presentes en grandes cantidades, como una huella de espora. Las paráfisis tienen forma cilíndrica y presentan septos que dividen la hifa en células distintas. La microscopía electrónica de la parte superior del asco ha revelado un opérculo (una cubierta en forma de solapa del asco) y un ascostoma (un poro en el ápice del asco) aproximadamente delimitados, y un anillo subapical.
Los carotenoides son moléculas pigmentadas que se encuentran de forma natural en las plantas y en algunos tipos de hongos, entre ellos S. scutellata. En 1965, un estudio sobre la composición de carotenoides de este hongo reveló que contenía una elevada proporción de carotenos monocíclicos (carotenos con un solo anillo de ciclohexeno, como el betacaroteno). También había pequeñas cantidades de xantofila, una molécula estructuralmente relacionada con los carotenos.

### Especies similares
De las más de una docena de especies de Scutellinia, S. scutellata es la más común y extendida, aunque se necesita un microscopio para diferenciar algunas de ellas. Se diferencia de la mayoría de las demás Scutellinia por su mayor tamaño y sus características «pestañas». Aunque David Arora describe S. scutellata como «fácilmente reconocible», puede confundirse con S. umbrarum (que tiene un cuerpo fructífero más grande y esporas más grandes, además de tener pelos más cortos y menos evidentes), S. erinaceus (que es ligeramente más pequeña y de color naranja a amarillo, con esporas lisas), Cheilymenia crucipila (que es mucho más pequeña, con pelos cortos y pálidos y esporas que carecen de gotitas de aceite) y Melastiza chateri (que es de color naranja brillante con pequeños pelos marrones). La «copa de pestañas de Pensilvania» (S. pennsylvanica) es una versión norteamericana más pequeña que tiene pelos más pequeños y esporas con verrugas más gruesas que S. scutellata. S. barlae también es muy similar, y sólo se puede distinguir de forma fiable por sus ascosporas aproximadamente esféricas que suelen tener un diámetro de 17-23 μm. Las especies del género Lamprospora son más pequeñas y no tienen pelos.  Otros hongos similares que prefieren el estiércol a la madera podrida son Cheilymenia coprinaria, C. theleboides y Coprobia granulata, mientras que especies como Anthracobia macrocystis, A. melaloma, Trichophaea abundans, Pyronema omphalodes, Pulvinula carbonaria y P. archeri son hongos de copa que prefieren la tierra quemada. Otra especie similar es Lachnellula arida.

## Distribución y hábitat
Scutellinia scutellata es común tanto en Europa, donde puede encontrarse desde finales de primavera hasta finales de otoño, como en Norteamérica, donde fructifica en invierno y primavera. También se ha recolectado en Camerún, Colombia, Asia oriental, India, Islandia, Israel, Nueva Guinea y las Islas Salomón, Rusia, y Turquía.

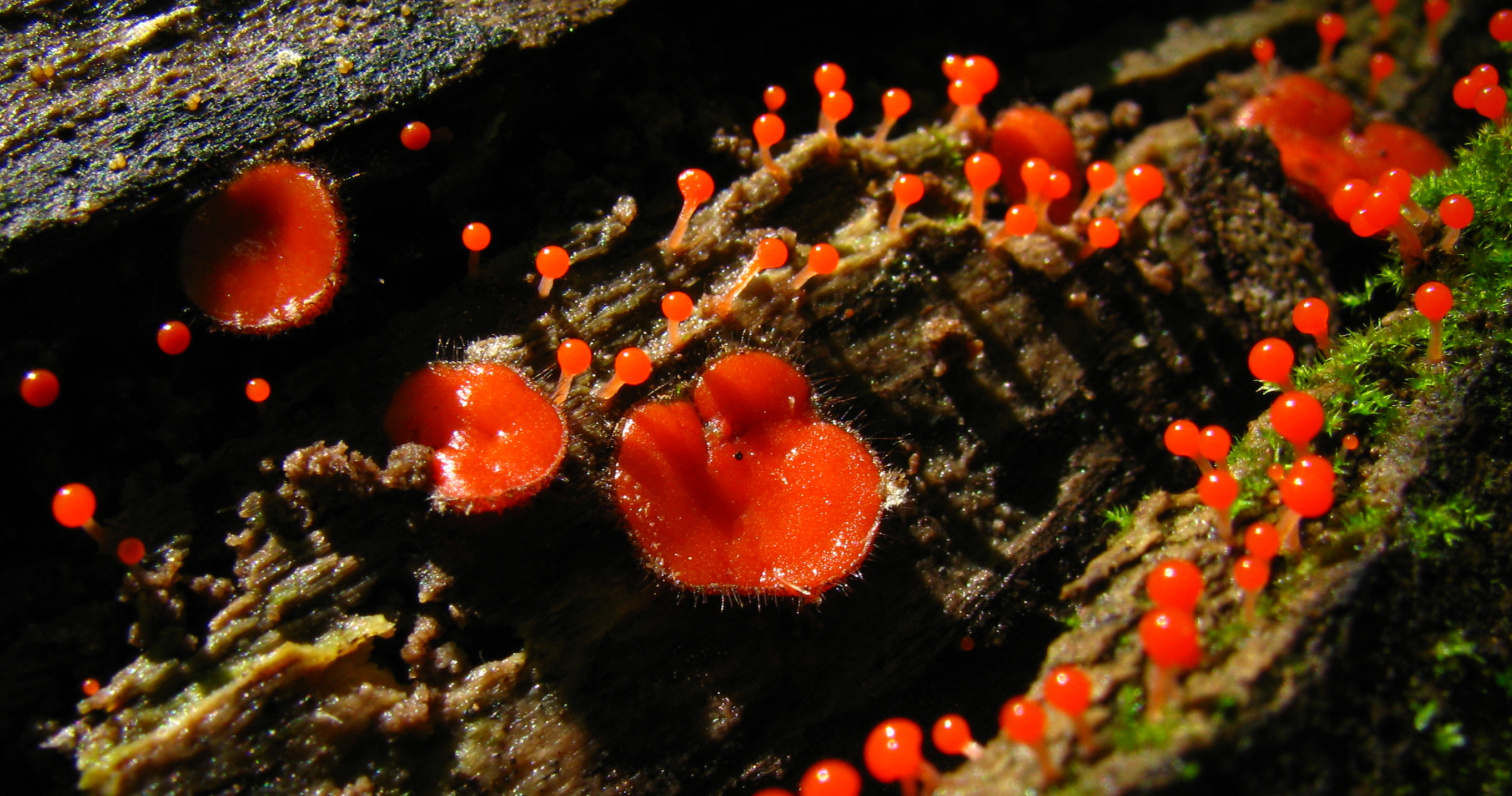
Scutellinia scutellata suele crecer en grupos sobre madera podrida.

Especie sapróbica, crece generalmente en regiones subalpinas, fructifica sobre madera podrida y suelo húmedo, y a veces también puede encontrarse sobre cenizas, hojas húmedas u hongos de soporte. En Alaska se ha encontrado creciendo sobre humus en la tundra. Un estudio de seis años sobre la sucesión de la flora fúngica que aparece en tocones recién cortados de álamos (Populus canadensis) mostró que S. scutellata aparecía aproximadamente en medio de la sucesión fúngica (unos 2-4 años después de que el árbol hubiera sido cortado), junto con las especies Ascocoryne sarcoides, Scutellinia cervorum y Lasiosphaeria spermoides.  Cuando crece en la madera, a menudo queda oculta por el musgo circundante.  Aunque a veces se encuentran solas, suelen fructificar en grupos, a veces formando densos racimos sobre madera podrida u otros detritus vegetales. Debido a su pequeño tamaño, a menudo se pasa por alto, pero la micóloga Vera Evenson ha observado que «el descubrimiento de la Copa de las Pestañas es siempre un gran placer», debido a «la belleza de las pestañas». Vera McKnight lo describe como «un pequeño hongo muy atractivo», y afirma que es fácil de notar debido a su coloración brillante.

## Comestibilidad
Mientras que algunos catalogan la S. scutellata como no comestible, otros la catalogan como de comestibilidad desconocida, David Arora la considera demasiado pequeña para tener interés culinario, y carece de olor o sabor característicos.